# Fabio Basile
Fabio Basile (geboren am 7. Oktober 1994 in Rivoli) ist ein italienischer Judoka und Olympiasieger.
Basile belegte den siebten Platz bei den Olympischen Jugend-Spielen 2010 in der Gewichtsklasse bis 55 kg. 2012 und 2013 siegte er bei den italienischen Landesmeisterschaften in der Klasse bis 60 kg, 2014 gewann er in der Klasse bis 66 kg seinen dritten Meistertitel. 2016 siegte er beim Weltcup-Turnier in Casablanca, bei den Olympischen Spielen 2016 erkämpfte er den Sieg in der 66-kg-Gewichtsklasse. Seine Goldmedaille in Rio de Janeiro war die 200. für Italien bei Olympischen Spielen.

## Seine Erfolge
- 2010: Bronze bei den U20-Weltmeisterschaften in Agadir (bis 55 kg)
- 2015: Sieg bei den U23-Europameisterschaften in Bratislava (bis 66 kg)
- 2016: Sieg bei den Africa Open in Casablanca (bis 66 kg)
- 2016: Bronze bei den Europameisterschaften in Kasan (bis 66 kg)
- 2016: Goldmedaille bei den Olympischen Spielen in Rio de Janeiro (bis 66 kg)

Im Junioren-Europacup gewann er vier Goldmedaillen, eine Silbermedaille und drei Bronzemedaillen.

## Privatleben
Basile ist mit der ukrainischen Judoka Darja Bilodid liiert.